# Paramongaia

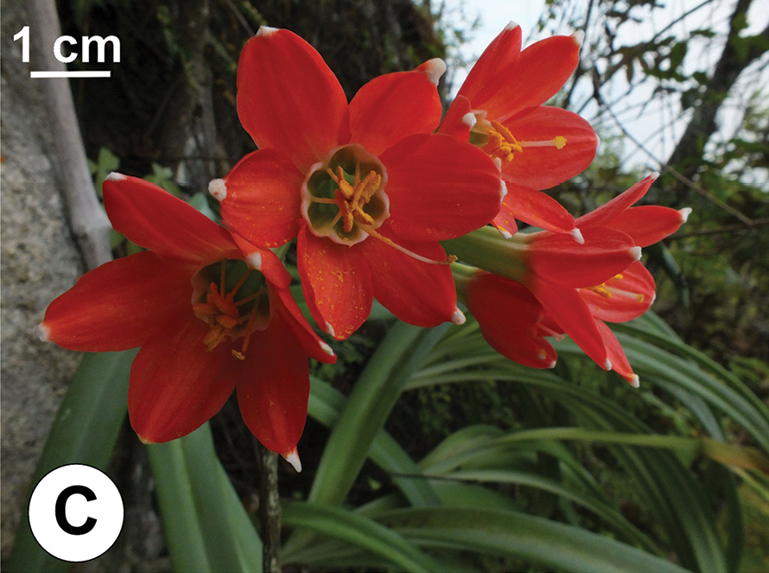
Paramongaia milagroantha

Paramongaia Velarde – rodzaj roślin z rodziny amarylkowatych, obejmujący pięć gatunków, występujących w Boliwii i Peru.
Nazwa rodzaju pochodzi od miasta Paramonga w Peru, w pobliżu którego roślina ta została odkryta.

## Morfologia
PokrójWieloletnie rośliny zielne.
PędPodziemna cebula, wpierw pojedyncza, później tworząca cebule przybyszowe.
LiścieRośliny wypuszczają, niekiedy po zakwitnięciu, od 2 do 4 paskowatych liści, wpierw wzniesionych, potem odginających się, słabo zaostrzonych, mniej więcej kanalikowatych.
KwiatyPojedynczy lub zebrane od 4 do 6 w kwiatostan, wyrastający na spłaszczonym, dwukanciastym, modrym głąbiku, wsparty dwiema podsadkami. Okwiat żółty, zielony lub czerwony, lejkowaty do lejkowato-rurkowatego, zbudowany z sześciu listków położonych w dwóch okółkach, w dolnej części zrośniętych w rurkę dużo dłuższą od korony (zielonej, z wyjątkiem P. weberbaueri), zwężającą się poniżej gardzieli. Listki zewnętrznego okółka lancetowate do jajowatolancetowatych, dłuższe i szersze od jajowatych listków wewnętrznego okółka, gruczołowate, kończykowate. Sześć pręcików o nitkach u nasady zrośniętych z przykoronkiem, potem wolnych, nitkowatych, wgiętych. Zalążnia dolna, elipsoidalna. Szyjka słupka nitkowata, wyrastająca ponad przykoronek, zakończona główkowatym lub trójwrębnym znamieniem.
OwoceOdwrotniestożkowate, trójkomorowe, pękające torebki, zawierające liczne, oskrzydlone nasiona.

## Systematyka
Pozycja systematycznaRodzaj z plemienia Clinantheae, podrodziny amarylkowych Amaryllidoideae z rodziny amarylkowatych Amaryllidaceae.
Wykaz gatunków
- Paramongaia milagroantha (S.Leiva & Meerow) Meerow
- Paramongaia mirabile (Ravenna) Meerow
- Paramongaia multiflora Meerow
- Paramongaia viridiflora (Ruiz & Pav.) Meerow
- Paramongaia weberbaueri Velarde

## Zastosowanie
Paramongaia weberbaueri mimo rzadkości jest uprawiana jako roślina ozdobna. Jej żółte kwiaty osiągające średnicę 15 cm przypominają kwiaty narcyzów. Są bardzo silnie pachnące. 